# Anisodes laudanata
Anisodes laudanata är en fjärilsart som beskrevs av Sharp 1898. Anisodes laudanata ingår i släktet Anisodes och familjen mätare. Inga underarter finns listade i Catalogue of Life.